# Sông Roòn
Sông Roòn, còn có tên gọi khác là Loan Giang, là một con sông chảy qua huyện Quảng Trạch, tỉnh Quảng bình. Sông Roòn bắt nguồn từ dãy núi Hoành Sơn và đổ ra Biển Đông, tại nơi giáp ranh của Quảng Phú và Cảnh Dương thuộc huyện Quảng Trạch.
Sông Roòn có tổng chiều dài 30 km. Cầu Roòn trên Quốc lộ 1 bắc qua sông Roòn.
Cửa biển sông Roòn là nơi ra vào, neo đậu, tránh bão cho hơn 520 tàu thuyền. Trong những năm gần đây, khu vực lạch ra vào cửa biển dần bị cát bồi lấp, gây khó khăn cho việc ra vào và gây nên gần trăm vụ mắc cạn, lật tàu.